# Obrad Gluščević
Obrad Gluščević (Metković, 17. siječnja 1913. – Zagreb, 5. rujna 1980.), hrvatski, filmski i televizijski redatelj i scenarist.

## Životopis
Završio srednju glazbenu školu te započeo studij na zagrebačkoj Muzičkoj akademiji. Od 1945. glumac je dubrovačkoga kazališta, 1948. debitirao je kao redatelj filmske reportaže "S »Partizankom« do Buenos Airesa".
Autor legendarnog dječjeg filma "Vuk samotnjak" (1972.), uz Branka Bauera, Matu Relju i Vladimira Tadeja najznačajniji hrvatski autor koji se ogledao u žanru tzv. filma za djecu i omladinu. Pored Vuka samotnjaka, žanr je zadužio i "Kapetanom Mikulom Malim" (1974., i tv-serija), srednjemetražnim ostvarenjem Priča o djevojčici i sapunu (1962.) te tv-serijom Jelenko (1980.). Ostvario je i niz zapaženih, međunarodno nagrađivanih kratkometražnih dokumentarnih filmova (npr. "Vuk", 1962.; Ljudi s Neretve, 1966., Brđani i donjani, 1969.), dok ostatak njegova cjelovečernja igranofilmska opusa čini svojevrsna komedijska trilogija smještena u dalmatinski ambijent - Lito vilovito (1964.), Čovik od svita (1965.), Goli čovik (1968.). U Drugom svjetskom ratu bio je pripadnik partizanskog pokreta. 

## Nagrade
- Pula 64 - Posebna diploma žirija za režiju
- Republička nagrada Vladimir Nazor za životno djelo (1979.)

## Filmografija
- Bura (1958.)
- Između dvije prozivke (1959.)
- Pod ljetnim suncem (1961.)
- Vuk (1962.)
- Ljudi s Neretve (1966.)
- Brđani i donjani (1969).

### Igrani filmovi
- Priča o djevojčici i sapunu (1962.)
- Lito vilovito (1964.)
- Čovik od svita (1965.)
- Goli čovik (1968.)
- Vuk samotnjak (1972.)
- Kapetan Mikula Mali (1974.)

### Televizijske serije
- Jelenko (1980.)